# Euphorbia ledermanniana
Euphorbia ledermanniana är en törelväxtart som beskrevs av Ferdinand Albin Pax och Käthe Hoffmann.
Euphorbia ledermanniana ingår i släktet törlar och familjen törelväxter. Inga underarter finns listade i Catalogue of Life.